# Jean-Pierre Fuéri
Jean-Pierre Fuéri (Parijs) is een Frans journalist gespecialiseerd in strips. 
Fuéri werkte als journalist bij France-Soir. Tussen 1998 en 2007 schreef hij voor BoDoï, een magazine volledig gewijd aan strips. In 2008 richtte hij met Frédéric Vidal Casemate op, een maandblad over de Franco-Belgische strip. Hij is de auteur van La galerie des illustres (Dupuis, 2013), een bundeling interviews met hedendaagse striptekenaars die eerst in het stripblad Spirou gepubliceerd werden.